# Sakae (métro de Nagoya)
Pour les articles homonymes, voir Sakae (homonymie).
Sakae (栄駅, Sakae-eki) est une station du métro de Nagoya sur les lignes Higashiyama et Meijō dans l'arrondissement de Naka à Nagoya.

## Situation sur le réseau
La station Sakae est située au point kilométrique (PK) 9,0 de la ligne Higashiyama et au PK 5,9 de la ligne Meijō.

## Histoire
La station a été inaugurée le 15 novembre 1957 sur la ligne Higashiyama sous le nom de Sakaemachi. La ligne Meijō y arrive le 15 octobre 1965. La station est renommée Sakae en 1966.

## Services aux voyageurs

### Accès et accueil
La station est ouverte tous les jours.

### Desserte

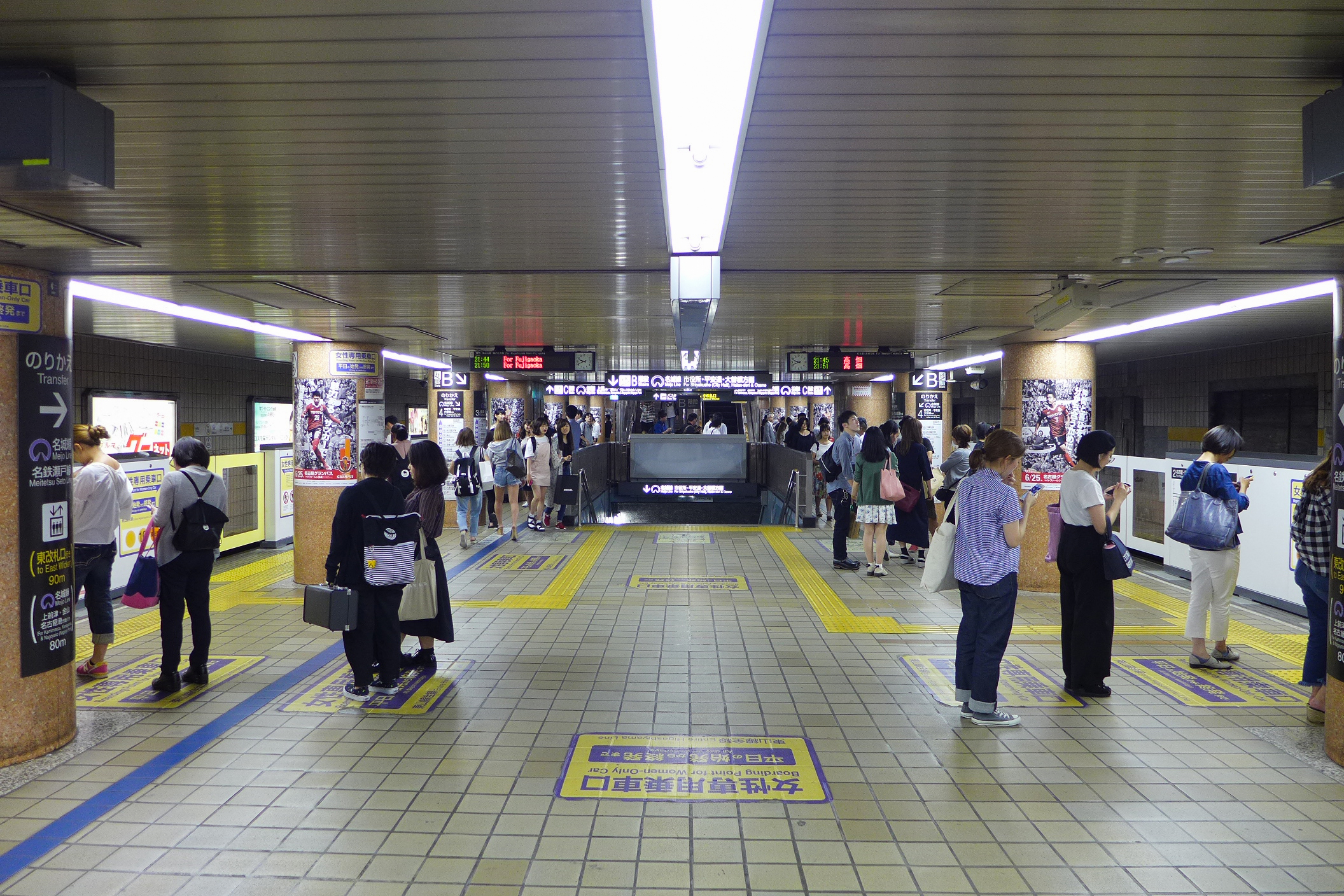
Vue du quai de la ligne Higashiyama

- Ligne Higashiyama :
  - voie 1 : direction Fujigaoka
  - voie 2 : direction Takabata
- Ligne Meijō :
  - voie 3 : direction Kanayama
  - voie 4 : direction Nagoyajo

### Intermodalité
La gare de Sakaemachi (ligne Meitetsu Seto) est située à proximité de la station.

## Dans les environs
- Quartier de Sakae
- Tour de télévision de Nagoya
- Centre d'art d'Aichi
- Bâtiment Chūnichi